# Euphaedra abluta
Euphaedra abluta är en fjärilsart som beskrevs av Schultze 1920. Euphaedra abluta ingår i släktet Euphaedra och familjen praktfjärilar. Inga underarter finns listade i Catalogue of Life.